# 美郷町歴史民俗資料館・佐々木毅記念室
美郷町歴史民俗資料館・佐々木毅記念室（みさとちょうれきしみんぞくしりょうかん・ささきたけしきねんしつ）は秋田県美郷町畑屋地内に所在する歴史民俗資料館。
美郷町出身の政治学者佐々木毅の蔵書や資料等を併設展示している。2015年（平成27年）10月にオープンした。

## 概要
学校統合により閉校となった美郷町立千畑南小学校跡地にあり、施設の一部は同校の校舎を利用している。2階建。郷土美郷町の歴史資料と民俗資料（遺物・古文書・民具・わら細工等）と、千屋村（現・美郷町千畑地区）出身で東京大学総長を務めた佐々木毅が所蔵している書籍や研究資料等（愛用の椅子や机、東京大学総長時代のガウン、論文の原稿、内閣総理大臣発令の各種審議会委員の辞令、少年時代の写真など）を展示している。体験活動室は会議や研修会などとして利用可能である。

## 施設

### 1階
- 佐々木毅記念室
- 歴史展示室1
- 歴史展示室2
- わら細工展示室
- わらと生活再現展示室
- 収蔵室1
- 発掘整理室
- 書庫
- 管理事務室、ロビー、玄関ホール

### 2階
- 民俗展示室1
- 民俗展示室2
- 民俗展示室3
- 学校・まちの歴史展示室
- 収蔵室2
- 体験活動室

## 所在地
- 秋田県仙北郡美郷町畑屋字高野5-1

## 運営
- 指定管理者「NPO法人みさぽーと」